# Oxid germaničitý
Oxid germaničitý je oxidem germania, které v něm má oxidační číslo IV. Je to anhydrid kyseliny germaničité.

## Použití
Je používán při výrobě optického skla a v katodách. Pro užití jako polovodič v tranzistorech a diodách musí mít čistotu 99,999 %.

## Struktura
Stavba molekulové mřížky se velmi podobá SiO2 a vyskytuje se zejména ve struktuře podobné křemenu. Díky většímu atomovému poloměru může tvořit strukturní buňky nejen s uspořádáním GeO4 (tetraedrické) podobným křemeni, ale také GeO5 (triagonálně bipyramidální) a GeO6 (oktaedrické).
Více o těchto uspořádáních se můžete dozvědět v článku hybridizace.

## Reakce
V koncentrované HCl se rozpouští za vzniku [GeCl6]−2 . Se zásadami tvoří germaničitany. V příslušných reakcích tvoří germaničité analogy křemičitanů.